# Lee Arenberg

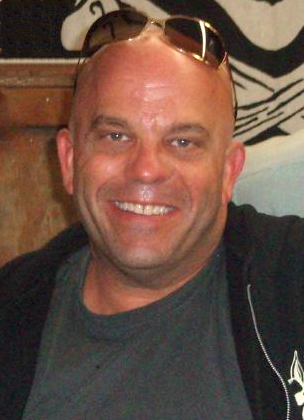
Lee Arenberg (2007)

Lee Arenberg (* 18. Juli 1962 in Palo Alto, Kalifornien) ist ein US-amerikanischer Schauspieler. Einem größeren Publikum wurde er insbesondere durch seine Rolle in den Fluch-der-Karibik-Filmen bekannt.

## Leben
Arenberg trat im Laufe seiner Schauspielkarriere als gefragter Nebendarsteller in zahlreichen Serien und Filmen hervor. In Gore Verbinskis Piratenabenteuer Fluch der Karibik spielt er den verfluchten Piraten Pintel aus der Crew von Captain Barbossa. Auch in zwei Fortsetzungen der Piratensaga, Pirates of the Caribbean – Fluch der Karibik 2 und Pirates of the Caribbean – Am Ende der Welt, gehörte Arenberg zur Besetzung.
Seit 2011 spielt er in einer Nebenrolle Grumpy, einer der sieben Zwerge, in der ABC-Fernsehserie Once Upon a Time – Es war einmal …. Zudem ist er in drei Episoden der Erfolgsserie Californication zu sehen.
Arenberg setzt sich karitativ für Kinderrechte und Tierschutz ein.

## Filmografie (Auswahl)
- 1987: Nachtakademie (The Underachievers)
- 1987: Was nun? (Cross My Heart)
- 1987: Ein Grieche in Amerika (Perfect Strangers, Fernsehserie, 2 Folgen)
- 1988: Tapeheads – Verrückt auf Video (Tapeheads)
- 1988: Sledge Hammer! (Fernsehserie, Folge 2.15)
- 1989: Rohr frei für Familie Hollowhead – Life on the Edge (Meet the Hollowheads)
- 1989: Joy Stick Heroes (The Wizard)
- 1990: Die Hure (Whore)
- 1991: V.I. Warshawski – Detektiv in Seidenstrümpfen (V.I. Warshawski)
- 1992: Roseanne (Fernsehserie, Folge 5.07)
- 1992: Geschichten aus der Gruft (Fernsehserie, Folge 2.08)
- 1993: RoboCop 3
- 1993: Raumschiff Enterprise – Das nächste Jahrhundert Fernsehserie, Folge 7.09
- 1993: Eine schrecklich nette Familie (Married… with Children, Fernsehserie, Folge 8.04)
- 1994: Wagen 54, bitte melden (Car 54, Where Are You?)
- 1995: Waterworld
- 1996: Alf – Der Film (Project ALF)
- 1996: Superman – Die Abenteuer von Lois & Clark (Lois & Clark: The New Adventures of Superman, Fernsehserie, Folge 3.14)
- 1996: Nichts als Trouble mit den Frauen (Mojave Moon)
- 1997: Emergency Room – Die Notaufnahme (ER, Fernsehserie, Folge 4.09)
- 1998: I Woke Up Early the Day I Died
- 1998: Friends (Fernsehserie, Folge 5.10)
- 1999: Das schwankende Schiff (Cradle Will Rock)
- 1999: Angel – Jäger der Finsternis (Angel, Fernsehserie, Folge 1.09)
- 1999: Star Trek: Raumschiff Voyager (Star Trek: Voyager, Fernsehserie, Folge 5.21)
- 2000: Dungeons & Dragons
- 2000: Ein Trio zum Anbeißen (Two Guys and a Girl, Fernsehserie, Folge 3.18)
- 2001: CSI: Den Tätern auf der Spur (CSI: Crime Scene Investigation, Fernsehserie, Folge 1.21)
- 2001: What’s Up, Dad? (My Wife and Kids, Fernsehserie, Folge 2.09)
- 2003: Fluch der Karibik (Pirates of the Caribbean: The Curse of the Black Pearl)
- 2003: Scrubs – Die Anfänger (Scrubs, Fernsehserie, Folge 3.01 Mein drittes Jahr)
- 2003: Charmed – Zauberhafte Hexen (Charmed, Fernsehserie, Folge 5.22)
- 2006: Pirates of the Caribbean – Fluch der Karibik 2 (Pirates of the Caribbean: Dead Man’s Chest)
- 2007: Pirates of the Caribbean – Am Ende der Welt (Pirates of the Caribbean: At World’s End)
- 2008: Pushing Daisies (Fernsehserie, 1 Folge)
- 2011: Meine Schwester Charlie  (Good Luck Charlie, Fernsehserie, 1 Folge)
- 2011–2018: Once Upon a Time – Es war einmal … (Once Upon a Time, Fernsehserie, 55 Folgen)
- 2013: Californication (Fernsehserie, 3 Folgen)
- 2013: Once Upon a Time in Wonderland (Fernsehserie, Folge 1.01)
- 2019: American Gods (Fernsehserie, Folge 2.05)